# Всеобщие выборы в Венесуэле (1968)
Всеобщие выборы 1968 года в Венесуэле — президентские и парламентские выборы, состоявшиеся 1 декабря 1968 года. Впервые в истории Венесуэлы президентом избран кандидат социал-христианской партии КОПЕЙ доктор Рафаэль Кальдера, который получил 29,1% голосов. Правящая партия Демократическое действие (ДД) осталась крупнейшей партией в Палате депутатов и Сенате. Явка избирателей составила 96,7% на президентских выборах и 94,5% в выборах в Конгресс.

## Предыстория
В президентских выборах участвовали шесть кандидатов в президенты, но только четверо из них имели шансы на победу. Правящая партия Демократическое действие всего за год до выборов столкнулась с серьёзными внутренними проблемами. В 1967 году для определения преемника Рауля Леони были проведены праймериз, победителем которых стал Президент венесуэльского Сената и президент ДД Луис Бельтран Прието Фигероа. Но всесильному Ромуло Бетанкуру и его сторонникам, считавшим Прието Фигероа слишком левым, удалось добиться выдвижения в президенты Гонсало Барриоса. После этого Прието Фигероа и значительное число его сторонников отделились от ДД и сформировали новую партию — Народное избирательное движение (исп. Movimiento Electoral del Pueblo).
В отличие от предыдущих выборов, Коммунистическая партия Венесуэлы смогла принять участие в выборной кампании в парламент, но под названием Объединение за прогресс (исп. Unidos Para Avanzar — UPA). В выборах попытался участвовать и свергнутый в 1958 году глава военной хунты Маркос Перес Хименес, создав партию Националистический гражданский крестовый поход (исп. Cruzada Cívica Nacionalista — CCN). Новой партии не разрешили представить своего кандидата в президенты, но она смогла принять участие в выборах в Национальный конгресс.

## Президентские выборы
Кандидаты в президенты Венесуэлы:
- Алехандро Эрнандес (Социалистическая партия Венесуэлы) — политический деятель.
- Херман Боррегалес (Движение национального действия) — журналист, писатель и политик. Поддержан крайне правыми кругами. Баллотировался в президенты во второй раз.
- Гонсало Барриос (Демократическое действие) — политолог, социолог и политик. Член Национального конгресса, министр внутренних дел во время правления Рауля Леони. Поддержан правящими кругами, проправительственными силами и социал-демократами, в том числе партиями Независимый народный альянс, Революционное независимое действие и Революционная независимая народная организация.
- Луис Бельтран Прието Фигероа (Народное избирательное движение) — политолог, социолог, профессор и политик. Член Революционного правительства 1945—1948 годов, президент венесуэльского Сената и партии ДД в 1962—1966 годах. Поддержан диссидентами из ДД, а также Революционной партией национальной интеграции и партией «Национальное мнение».
- Мигель Анхель Бурелли Ривас (Демократический республиканский союз) — политик, дипломат и юрист. Поддержан коалицией Фронт Победы (исп. Frente de La Victoria), который пытался объединить всех противников Бетанкура и ДД, а также независимых, которые хотели чередования власти, в том числе партиями Народная демократическая сила, Национальный демократический фронт и Независимое национальное избирательное движение.
- Рафаэль Кальдера Родригес (Социал-христианская партия — КОПЕЙ) — адвокат, социолог, политик, писатель и оратор. Баллотировался в президенты четвёртый раз, имея большой опыт участия в избирательных кампаниях 1947, 1958 и 1963 годов, получая на них от 16 % до 20 % голосов избирателей. Поддержан Независимым демократическим движением.

### Результаты
| \| \| \| | 29,13 % |
|          |         |

|  |  |

| \| \| \| | 28,24 % |
|          |         |

|  |  |

| \| \| \| | 22,22 % |
|          |         |

|  |  |

| \| \| \| | 19,34 % |
|          |         |

|  |  |

| \| \| \| | 0,73 % |
|          |        |

|  |  |

| \| \| \| | 0,34 % |
|          |        |

|  |  |

1. ↑  Количество действительных бюллетеней
2. ↑  Учтены как действительные, так и недействительные и пустые бюллетени

## Выборы в Национальный конгресс
| Партия                                          | Оригинальное название                                         | Голоса    | %     | Депутатские места | Депутатские места | Депутатские места | Депутатские места |
| Партия                                          | Оригинальное название                                         | Голоса    | %     | Палата депутатов  | +/-               | Сенат             | +/-               |
| ----------------------------------------------- | ------------------------------------------------------------- | --------- | ----- | ----------------- | ----------------- | ----------------- | ----------------- |
| Демократическое действие                        | исп. Acción Democrática, AD                                   | 939 759   | 25,55 | 66                | ▬                 | 19                | ▼3                |
| Социал-христианская партия — КОПЕЙ              | исп. COPEI                                                    | 883 814   | 24,03 | 59                | ▲20               | 16                | ▲8                |
| Народное избирательное движение                 | исп. Movimiento Electoral del Pueblo, MEP                     | 475 909   | 12,94 | 25                | Первый раз        | 5                 | Первый раз        |
| Националистический гражданский крестовый поход  | исп. Cruzada Cívica Nacionalista — CCN                        | 402 351   | 10,94 | 21                | Первый раз        | 4                 | Первый раз        |
| Демократический республиканский союз            | исп. Unión Republicana Democrática, URD                       | 340 195   | 9,25  | 18                | ▼11               | 3                 | ▼4                |
| Народная демократическая сила                   | исп. Fuerza Democrática Popular, FDP                          | 194 931   | 5,30  | 10                | ▼6                | 2                 | ▼2                |
| Объединение за прогресс                         | исп. Unidos Para Avanzar, UPA                                 | 103 591   | 2,82  | 5                 | Первый раз        | 1                 | Первый раз        |
| Национальный демократический фронт              | исп. Frente Nacional Democrático, FND                         | 96 027    | 2,61  | 4                 | Первый раз        | 1                 | Первый раз        |
| Революционная партия национальной интеграции    | исп. Partido Revolucionario de Integración Nacionalista, PRIN | 88 509    | 2,41  | 4                 | Первый раз        | 1                 | Первый раз        |
| Социалистическая партия Венесуэлы               | исп. Partido Socialista de Venezuela, PSV                     | 29 920    | 0,80  | 1                 | ▬                 | 0                 | ▬                 |
| Движение национального действия                 | исп. Movimiento de Acción Nacional, MAN                       | 24 407    | 0,66  | 1                 | ▲1                | 0                 | ▬                 |
| Независимое демократическое движение            | исп. Movimiento Democrático Independiente, MDI                | 18 337    | 0,49  | 0                 | Первый раз        | 0                 | Первый раз        |
| Независимый народный альянс                     | исп. Alianza Independiente Popular, AIP                       | 18 332    | 0,49  | 0                 | Первый раз        | 0                 | Первый раз        |
| Независимое национальное избирательное движение | исп. Movimiento Electoral Nacional Independiente, MENI        | 13 847    | 0,37  | 0                 | ▼1                | 0                 | ▬                 |
| Революционное независимое действие              | исп. Acción Revolucionario Independiente, ARI                 | 9154      | 0,25  | 0                 | Первый раз        | 0                 | Первый раз        |
| «Национальное мнение»                           | исп. Opinión Nacional, OPINA                                  | 7339      | 0,20  | 0                 | Первый раз        | 0                 | Первый раз        |
| 18 других партий                                | 18 других партий                                              | 31 662    | 0,85  | 0                 | —                 | 0                 | —                 |
| Недействительные/пустые бюллетени               | Недействительные/пустые бюллетени                             | 229 739   |       | —                 | —                 | —                 | —                 |
| Всего                                           | Всего                                                         | 3 720 660 | 100   | 214               | ▲35               | 52                | ▲5                |
| Зарегистрировано избирателей/Явка               | Зарегистрировано избирателей/Явка                             | 4 134 928 | 94,51 |                   |                   |                   |                   |
| Источник: D. Nohlen                             |                                                               |           |       |                   |                   |                   |                   |

1. ↑  Количество действительных бюллетеней
2. ↑  Учтены как действительные, так и недействительные и пустые бюллетени

| Народное голосование (%) | Народное голосование (%) | Народное голосование (%) | Народное голосование (%) | Народное голосование (%) |
| ------------------------ | ------------------------ | ------------------------ | ------------------------ | ------------------------ |
| AD                       |                          |                          | 25.55 %                  |                          |
| COPEI                    |                          |                          | 24.03 %                  |                          |
| MEP                      |                          |                          | 12.94 %                  |                          |
| CCN                      |                          |                          | 10.94 %                  |                          |
| URD                      |                          |                          | 9.25 %                   |                          |
| FDP                      |                          |                          | 5.30 %                   |                          |
| UPA                      |                          |                          | 2.82 %                   |                          |
| FND                      |                          |                          | 2.61 %                   |                          |
| PRIN                     |                          |                          | 2.41 %                   |                          |
| Другие                   |                          |                          | 4.16 %                   |                          |

| Распределение мест в Палате депутатов (%) | Распределение мест в Палате депутатов (%) | Распределение мест в Палате депутатов (%) | Распределение мест в Палате депутатов (%) | Распределение мест в Палате депутатов (%) |
| ----------------------------------------- | ----------------------------------------- | ----------------------------------------- | ----------------------------------------- | ----------------------------------------- |
| AD                                        |                                           |                                           | 30.84 %                                   |                                           |
| COPEI                                     |                                           |                                           | 27.57 %                                   |                                           |
| MEP                                       |                                           |                                           | 11.68 %                                   |                                           |
| CCN                                       |                                           |                                           | 9.81 %                                    |                                           |
| URD                                       |                                           |                                           | 8.41 %                                    |                                           |
| FDP                                       |                                           |                                           | 4.67 %                                    |                                           |
| UPA                                       |                                           |                                           | 2.34 %                                    |                                           |
| Другие                                    |                                           |                                           | 4.67 %                                    |                                           |

| Распределение мест в Сенате (%) | Распределение мест в Сенате (%) | Распределение мест в Сенате (%) | Распределение мест в Сенате (%) | Распределение мест в Сенате (%) |
| ------------------------------- | ------------------------------- | ------------------------------- | ------------------------------- | ------------------------------- |
| AD                              |                                 |                                 | 36.54 %                         |                                 |
| COPEI                           |                                 |                                 | 30.77 %                         |                                 |
| MEP                             |                                 |                                 | 9.62 %                          |                                 |
| CCN                             |                                 |                                 | 7.69 %                          |                                 |
| URD                             |                                 |                                 | 5.77 %                          |                                 |
| FDP                             |                                 |                                 | 3.85 %                          |                                 |
| Другие                          |                                 |                                 | 5.76 %                          |                                 |

## Значение
Выборы 1968 года отличались от предыдущих наименьшей в истории страны разницей между победителем и вторым претендентом, которая составила всего 32 906 голосов. Всеобщие выборы 1968 года стали важной вехой для венесуэльской демократии, так как впервые правящая партия Демократическое действие, до этого неизменно побеждавшая на выборах, была вынуждена уступить победу. С этих выборов в Венесуэле начинается эра двухпартийная демократии и чередование власти, которая закончилась только в 1993 году .